# Max Black
 (juillet 2023).
La mise en forme du texte ne suit pas les recommandations de Wikipédia : il faut le « wikifier ».
Les points d'amélioration suivants sont les cas les plus fréquents :
- Les titres sont pré-formatés par le logiciel. Ils ne sont ni en capitales, ni en gras.
- Le texte ne doit pas être écrit en capitales (les noms de famille non plus), ni en gras, ni en italique, ni en « petit »…
- Le gras n'est utilisé que pour surligner le titre de l'article dans l'introduction, une seule fois.
- L'italique est rarement utilisé : mots en langue étrangère, titres d'œuvres, noms de bateaux, etc.
- Les citations ne sont pas en italique mais en corps de texte normal. Elles sont entourées par des guillemets français : « et ».
- Les listes à puces sont à éviter, des paragraphes rédigés étant largement préférés. Les tableaux sont à réserver à la présentation de données structurées (résultats, etc.).
- Les appels de note de bas de page (petits chiffres en exposant, introduits par l'outil «  Source ») sont à placer entre la fin de phrase et le point final[comme ça].
- Les liens internes (vers d'autres articles de Wikipédia) sont à choisir avec parcimonie. Créez des liens vers des articles approfondissant le sujet. Les termes génériques sans rapport avec le sujet sont à éviter, ainsi que les répétitions de liens vers un même terme.
- Les liens externes sont à placer uniquement dans une section « Liens externes », à la fin de l'article. Ces liens sont à choisir avec parcimonie suivant les règles définies. Si un lien sert de source à l'article, son insertion dans le texte est à faire par les notes de bas de page.
- La présentation des références doit suivre les conventions bibliographiques. Il est recommandé d'utiliser les modèles {{Ouvrage}}, {{Chapitre}}, {{Article}}, {{Lien web}} et/ou {{Bibliographie}}. Le mode d'édition visuel peut mettre en forme automatiquement les références.
- Insérer une infobox (cadre d'informations à droite) n'est pas obligatoire pour parachever la mise en page.

Pour une aide détaillée, merci de consulter Aide:Wikification.
Si vous pensez que ces points ont été résolus, vous pouvez retirer ce bandeau et améliorer la mise en forme d'un autre article.
Max Black (Макс Чёрный en Russe), né à Bakou dans l'Empire russe le 24 février 1909 et mort à Ithaca aux États-Unis le 27 août 1988, est un philosophe des sciences, des mathématiques et du langage. Il a notamment traduit en anglais Gottlob Frege et publié une étude consacrée au Tractatus logico-philosophicus de Ludwig Wittgenstein.

## Biographie
Max Black naît le 24 février 1909 à Bakou de parents juifs. Pour fuir les persécutions antisémites, ces derniers décident de quitter l'Azerbaïdjan, alors dans l'Empire russe, pour la France, puis pour le Royaume-Uni en 1912.
Max Black intègre le Queen's College de l'université de Cambridge, où il étudie principalement la philosophie des mathématiques. Il poursuit ses études à Göttingen, avant de partir pour les États-Unis en 1940, où il enseigne à l'université de l'Illinois. En 1948, il est naturalisé américain, et en 1977, il devient professeur émérite à l'université Cornell de l’État de New York.

## Œuvre
Max Black est considéré comme l'un des philosophes les plus influents de la philosophie analytique américaine. Il s'est particulièrement distingué dans la philosophie du langage (théorie des métaphores, discussion avec Alfred Korzybski à propos de la sémantique générale), la philosophie des mathématiques (Problèmes d'analyse, 1954) et la philosophie de l'art.
Dans son premier livre (The Nature of Mathematics, 1933), il étudie les différentes conceptions historiques des mathématiques.
Il a traité du célèbre problème posé par Leibniz de l'identité des indiscernables dans un dialogue qui paraît dans la revue Mind en 1952.

#### Œuvres de Max Black
- « L’identité des indiscernables » Dialogue (Mind, vol. 61, no 242, avril 1952, 153-164) disponible sur :  https://www.cairn.info/revue-philosophia-scientiae-2012-3-page-121.htm